# تپه قلاکوتی ملکوت
تپه قلاکوتی ملکوت مربوط به دوران‌های تاریخی پس از اسلام است و در شهرستان املش، بخش رانکوه، جنوب روستای ملکوت واقع شده و این اثر در تاریخ ۲ آبان ۱۳۸۲ با شمارهٔ ثبت ۱۰۶۹۹ به‌عنوان یکی از آثار ملی ایران به ثبت رسیده است.